# Historia NHL
Historia NHL rozpoczyna się z wraz z końcem swojego poprzednika, a więc NHA (National Hockey Association) w 1917 roku. Po bezskutecznej próbie rozwiązania sporów pomiędzy Eddiem Livingstonem, właścicielem Toronto Blueshirts, dyrektorzy trzech innych franczyz NHA zawiesili NHA i powołali do życia NHL, zastępując zespół Livingstone’a tymczasowym zespołem Toronto Arenas. NHL przez pierwsze 25 lat konkurowało o prymat najlepszej ligi w Ameryce z PCHA (Pacific Coast Hockey Association i WCHL (Western Canada Hockey League). Zwycięzcy tych lig rywalizowali o Puchar Stanleya. NHL jako pierwsza północnoamerykańska liga poszerzyła się na Stany Zjednoczone, wraz z założeniem w 1924 roku Boston Bruins. Od 1926 roku NHL składała się z dziesięciu zespołów z Ontario, Quebec, regionu Wielkich Jezior i północno-wschodniej USA. W tym też czasie NHL stało się najważniejszą z lig i jedyną ligą w której rywalizacja odbywała się o Puchar Stanleya. Od 1947 roku prawo do Pucharu Stanleya ma tylko NHL. Popularność NHL w całej Kanadzie poszerzały audycje radiowe prowadzone przez Fostera Hewitta, nadawane w radio od wybrzeża wschodniego do zachodniego.
W 1942 roku, w czasie wielkiego kryzysu i II wojny światowej liga zmniejszyła się do sześciu zespołów, zwanych później jako Original Six (dalej Pierwotna Szóstka). Maurice Richard był pierwszym zawodnikiem który strzelił 50 goli w sezonie 1944-45. Dziesięć lat później Richard został zawieszony za napaść na sędziego liniowego co doprowadziło do rozruchów w Montrealu, zwanych jako „zamieszki Richarda”. W 1946 roku zadebiutował Gordie Howe, który przeszedł na emeryturę 35 lat później jako lider wszech czasów NHL w ilości zdobytych bramek i punktów. Pierwszym nie-białym zawodnikiem w NHL był „China Clipper” Larry Kwong grając w 1948 roku w New York Rangers. Pierwszym czarnym zawodnikiem w NHL był Willie O’Ree grając w Boston Bruins w 1958 roku. W 1959 roku pierwszym bramkarzem używającym maski w NHL został Jacques Plante z Montreal Canadiens.
Okres „Pierwotnej Szóstki” zakończył się w 1967 roku wraz z rozszerzeniem ligi o sześć nowych zespołów. Nowo utworzone zespoły utworzyły Dywizję Zachodnią, podczas gdy istniejące utworzyły Dywizję Wschodnią. NHL, chcąc dalej się rozwijać, poszerzyło ligę o kolejne sześć zespołów od 1974 roku. Ta kontynuacja ekspansji miała związek z konkurencją z WHA (World Hockey Association), ligą funkcjonującą od 1972 do 1979 roku walczącą z NHL o graczy i rynki marketingowe. Bobby Hull był najsłynniejszym graczem który przeszedł do konkurencyjnej ligi, podpisując kontrakt wart 2,75 mln dolarów z Winnipeg Jets. NHL zaangażował się w gry międzynarodowe w połowie lat 70. począwszy od serii spotkań SUMMIT (pol. szczyt) w 1972 roku, w których to spotkaniach najlepsi kanadyjscy gracze NHL spotykali się z graczami z ZSRR. Wyniki tej rywalizacji to cztery zwycięstwa Kanadyjczyków, trzy Sowietów i jeden remis. Gracze z bloku sowieckiego rozpoczęli grę w NHL po upadku żelaznej kurtyny w 1989 roku.
Kiedy liga WHA zakończyła swoje istnienie w 1979 roku, NHL wchłania cztery zespoły z tejże ligi, co doprowadza iż NHL składa się z 21 zespołów i ta liczba zespołów pozostanie niezmienna aż do 1991 roku, kiedy to do ligi został dołączony zespół San Jose Sharks. Od tego czasu liga wzrosła od 22 zespołów w 1992 roku aż do 31 dziś, rozprzestrzeniając się na całym terytorium USA. Liga przeżyła poważne kryzysy w sezonach 1994/1995 i 2004/2005, kiedy to z powodu lokautu sezony zostały skrócone, a sezon 2004/2005 po raz pierwszy w historii nie został w ogóle rozegrany. Wayne Gretzky w 1994 roku pobił rekord Gordiego Howe’a dotyczący strzelonych bramek w sezonie notując 802. gola w karierze. Mario Lemieux pokonał chłoniaka nieziarniczego, kończąc karierę w NHL i zdobywając ponad 1700 punktów i dwa Puchary Stanleya. Zwiększenie nacisku na uważną grę obronną sprawił spadek liczby goli strzelanych w lidze w latach 90. co sprawiło, że niektórzy twierdzą iż poszerzenie ligi o kolejne zespoły sprawiło zmniejszenie liczby dobrych zawodników występujących w lidze. Od 1998 roku zespół przegrywający w dogrywce otrzymuje 1 punkt w celu zmniejszenia liczby gier kończących się remisami w regulaminowym czasie gry. Po sezonie 2004/2005 całkowicie wyeliminowano remisy wprowadzając karne po nierozstrzygniętym spotkaniu tak, aby każdy mecz miał zwycięzcę.

## Tło i założenie NHL
Nie pozbyliśmy się Eddiego Livingstone’a, broń Boże. To byłoby nielegalne, niesprawiedliwe i również niesportowe. Po prostu zrezygnowaliśmy i życzyliśmy mu powodzenia z jego franczyzą w National Association.

Pierwsze próby założenia zorganizowanych rozgrywek hokeja na lodzie przypadają na koniec lat 80. XIX wieku. Wcześniej zespoły rywalizowały w rzadkich turniejach i konkursach. W 1887 roku cztery kluby z Montrealu utworzyły AHAC (Amateur Hockey Association of Canada) z terminarzem rozgrywek. W 1892 roku gubernator Kanady Lord Stanley ufundował puchar swego imienia dla zwycięzcy kanadyjskich rozgrywek powołując Philipa Danskena Rossa i szeryfa Johna Sweetlanda jako jego powierników. Został on przyznany mistrzowi AHAC Montreal Hockey Club a następnie przyznawano go najlepszej drużynie w rozgrywkach. W 1904 roku IHL (International Hockey League) działająca wokół jeziora Michigan, była pierwszą w pełni profesjonalną ligą która jednak przetrwała tylko dwa sezony. Rekrutując zawodników IHL przejmowało najlepszych zawodników z klubów amatorskich co sprawiło osłabienie lig amatorskich takich jak choćby OHA (Ontario Hockey Association). W sezonie 1905/1906 powstała ECAHA (Eastern Canada Amateur Hockey Association), która zatrudniała u siebie zarówno profesjonalistów jak i amatorów, przez co IHL upadło. Wojny finansowe o najlepszych zawodników sprawiły, że wiele drużyn ECAHA straciło mnóstwo pieniędzy, co doprowadziło do upadku ligi 25 listopada 1909 roku. W wyniku rozpadu ECAHA powstały nowe dwie ligi: CHA (Canadian Hockey Association) i NHA (National Hockey Association). CHA nie dokończyło sezonu gdyż najlepsi zawodnicy odeszli do lepiej finansowanego NHA. W 1914 roku powstała na zachodnim wybrzeżu PCHA (Pacific Coast Hockey Association) i od tej pory mistrz NHA spotykał się w walce o Puchar Stanleya ze zwycięzcą PCHA, kończąc tym samym erę tzw. „challenge”.
NHL powstała wraz z zawieszeniem rozgrywek NHA w 1917 roku. Po bezskutecznej próbie rozwiązania problemów z Eddiem Livingstonem, właścicielem Toronto Blueshirts, dyrektorzy trzech innych franczyz z NHA a więc Montreal Canadiens, Montreal Wanderers i Ottawa Senators, zawiesili NHA i utworzyli NHL, zastępując zespół Livingstone’a tymczasowym zespołem z Toronto – Toronto Arenas. Chociaż liga NHL była nowa, to w rzeczywistości była ona kontynuacją NHA. NHL przejęła konstytucję NHA, jej zasady mówiące że na tafli jednocześnie może przebywać sześciu zawodników w jednej drużynie, a nie jak w niektórych rozgrywkach po siedmiu. Sezon również został podzielony na zasadniczy i play-off. Właściciele NHL pierwotnie mieli rozegrać pod tą egidą tylko jeden sezon. Jednak rozgrywki NHA zostały zawieszone w 1918 roku a sama organizacja trwale przestała istnieć w 1920 roku. W 1921 roku trofeum za mistrzostwo NHL, Puchar O’Briena zostało przejęte jako trofeum NHL.

## 1917-1942 Założenie

### Wczesne lata

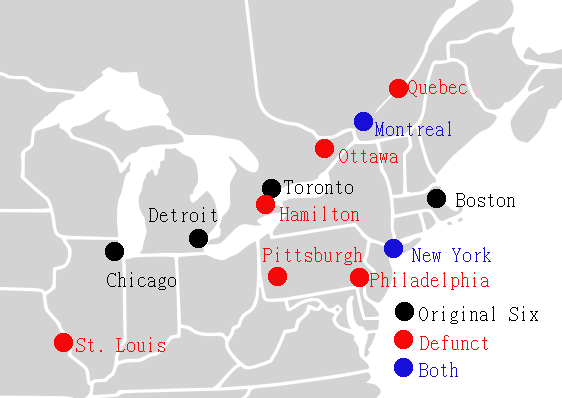
Miasta-gospodarze z drużynami przed ekspansją NHL w 1967. Sześć drużyn, które przetrwały Wielki kryzys i II wojnę światową znane są jako Original Six (Pierwotna Szóstka). Montreal i Nowy Jork były domem zarówno dla klubów Pierwotnej Szóstki jak i klubów już niefunkcjonujących

Jedną z pierwszych gwiazd NHL był strzelec wielu bramek Joe Malone, który strzelił 44 gole w 20 meczach w pierwszym sezonie NHL, z których aż 5 strzelił w meczu otwarcia. On też ustanowił rekord strzelonych goli w jednym meczu strzelając ich 7. Po sześciu grach sezonu zespół Montreal Wanderers został zmuszony do wycofania się z rozgrywek po tym jak ich hala spłonęła. W sezonie 1918/1919 walka o Puchar Stanleya odbyła się pomiędzy Montreal Canadiens a mistrzem PCHA Seattle Metropolitans w czasie epidemii hiszpanki. Seria została odwołana po pięciu meczach, z powodu choroby zbyt wielu zawodników. Jeden z nich, Joe Hall z Canadiens zmarł kilka tygodni później.

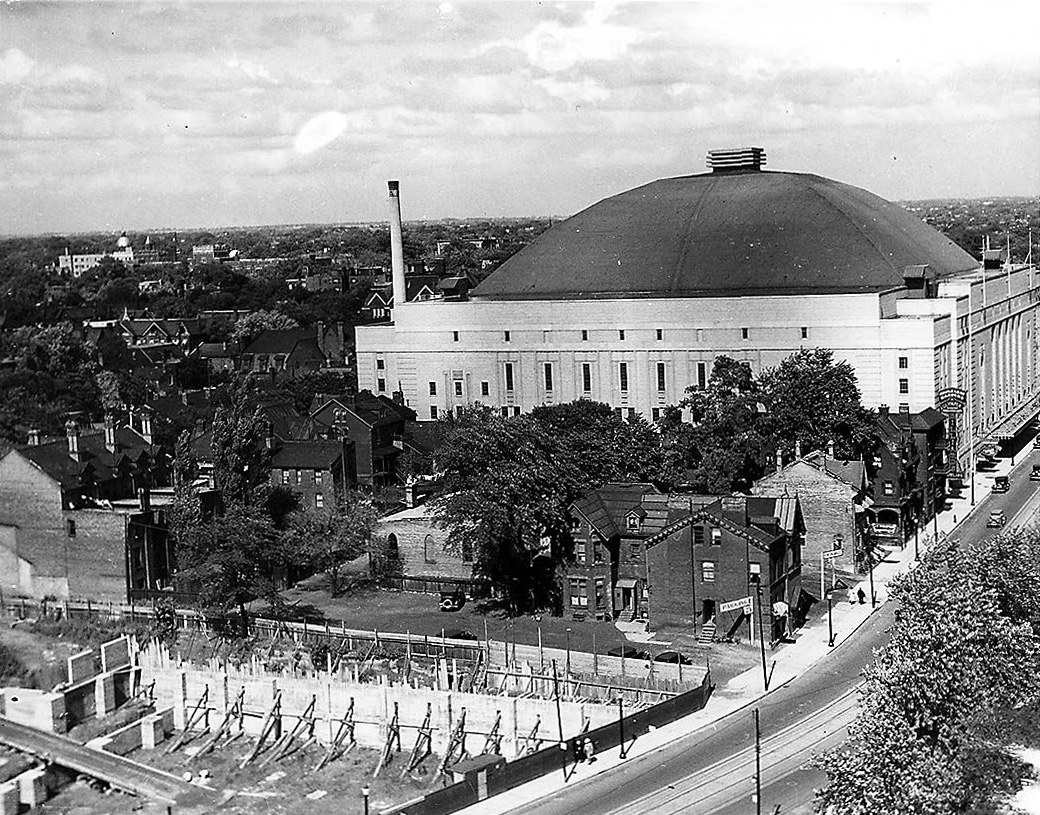
Maple Leaf Gardens w 1934 roku

We wczesnych latach 20. NHL konkurowało o najlepszych zawodników z Ameryki z PCHA i WCHL (Western Canada Hockey League). W rezultacie, hokeiści byli jednymi z najlepiej zarabiających sportowców w Ameryce. W połowie lat 20. NHL stało się najsilniejszą ligą hokejową. PCHA i WCHL w 1924 roku połączyły się ze sobą, ale ostatecznie upadły w 1926 roku. Victoria Cougars byli ostatnią drużyną spoza NHL której udało się zdobyć Puchar Stanleya, pokonując Canadiens w 1925 roku i rok później przegrywając z Montreal Maroons. NHL nadal rozwijała się dołączając do siebie Montreal Maroons i pierwszy zespół ze Stanów Zjednoczonych – Boston Bruins w 1924 roku. W 1926 roku NHL składa się z 10 zespołów. Drużyny coraz bardziej zaczęły zwracać uwagę na obronę, co sprawiło, że w sezonie 1928/1929 bramkarz Canadiens George Hainsworth zaliczył 22 mecze bez wpuszczonego gola, na rozegranych 44. Pozostaje to rekordem ligi. W odpowiedzi NHL zaczęło dopuszczać podania w strefie ofensywnej, co spowodowało wzrost liczby goli o około 2,5 raza. Aby powstrzymać tę falę NHL wprowadziło zasadę spalonego, która nie pozwala aby żaden zawodnik drużyny atakującej znalazł się w strefie ofensywnej przed zawodnikiem z krążkiem.
W przeciągu lat 20. Eddie Livingstone cały czas sądził się z NHL o swoje prawa, kierując sprawę nawet do Najwyższego Sądu Wielkiej Brytanii. Na początku 1927 roku zespół z Toronto został sprzedany Connowi Smythe'owi, który zmienił nazwę drużyny na Maple Leafs oraz obiecał zdobyć Puchar Stanleya w ciągu kolejnych pięciu lat. Wybudował Maple Leafs Gardens, gdzie radiowe relacje z meczów nadawał Foster Hewitt z podwieszonej „gondoli” na szczycie areny. 13 grudnia 1933 roku Eddie Shore szarżując na Ace'a Baileya spowodował u niego złamanie kości czaszki, w odwecie za domniemane wcześniejsze uderzenie kijem przez Baileya, a w rzeczywistości przez Kinga Clancy’ego, drużynowego kolegi Baileya. Pomimo pojawiania się w prasie nekrologów Baileya, udało mu się przeżyć, ale już nie wznowił kariery. Maple Leafs zorganizowali mecz dobroczynny Ace Bailey All-Star Benefit dzięki czemu uzbierano i przekazano 20 000 dolarów na rzecz Baileya i jego rodziny.

### Wielki Kryzys

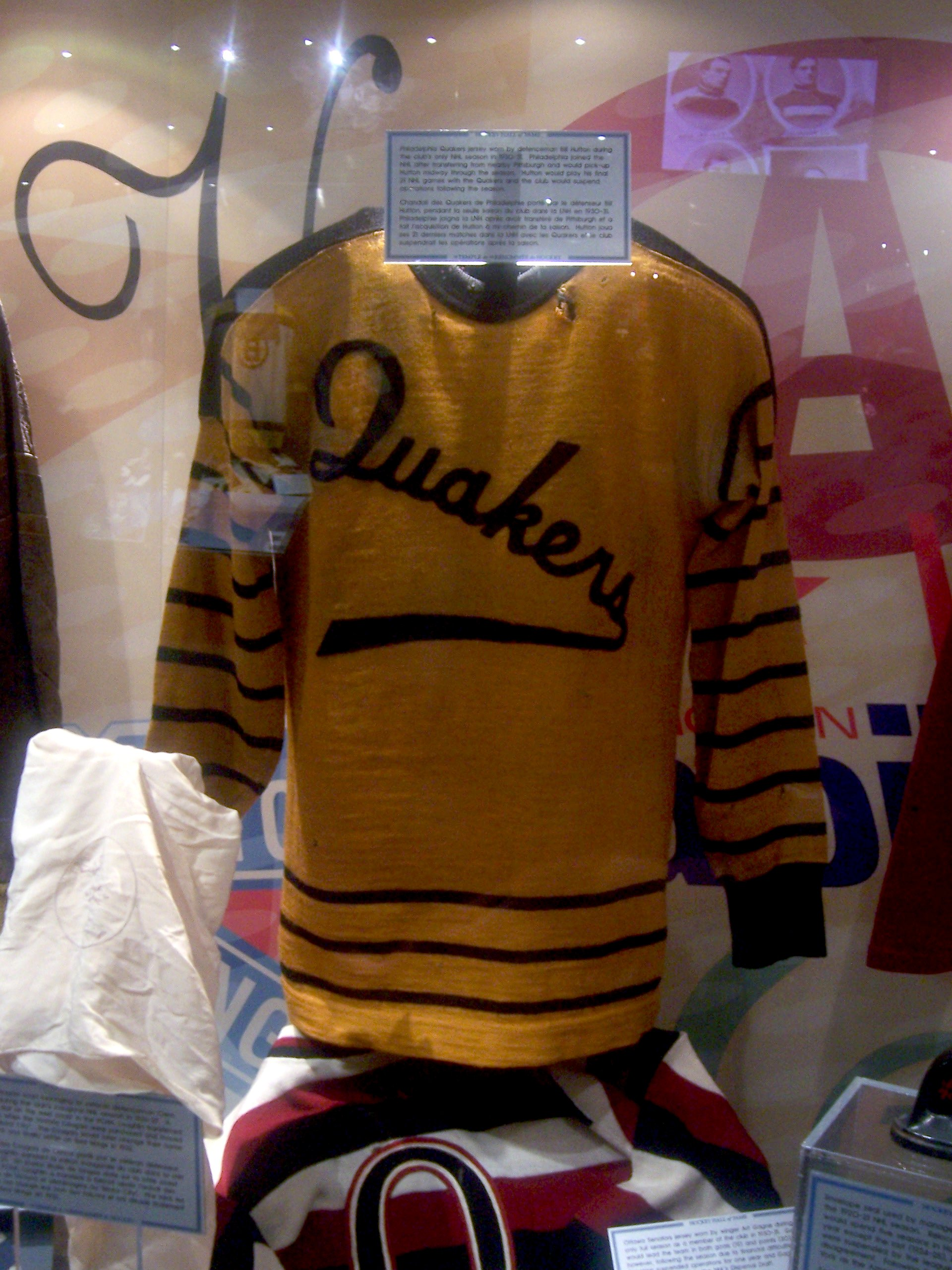
Koszulka Philadelphia Quakers, w latach 1931–32; Quakers byli jednym z czterech zespołów, które zbankrutowały pomiędzy 1931 a 1942 rokiem.

W czasie kiedy Conn Smythe budował nową arenę, liczne zespoły doświadczyły problemów finansowych. Po upadku Philadelphia Quakers (pierwotnie Pittsburgh Pirates) i St. Louis Eagles (pierwotnie Ottawa Senators), NHL zmniejszyła się do ośmiu zespołów w sezonie 1935/1936. Montreal Canadiens cudem uniknął przenosin do Cleveland, Ohio, zanim konsorcjum biznesmenów z Montrealu wykupiło zespół. Kłopoty finansowe Canadiens zmusiły ich do sprzedaży swojej wielkiej gwiazdy Howiego Morenza. Kiedy Morenz strzelił gola przeciwko Canadiens w ostatnim dniu sezonu 1935, fani Montrealu wyrazili swoją opinie owacjami na stojąco. Morenz ostatecznie ponownie znalazł się w Montrealu. 28 stycznia 1937 roku w czasie meczu złamał on nogę w czterech miejscach. Zmarł 8 marca na zator wieńcowy. Zwłoki Morenza zostały wystawione na widok publiczny na środku tafli w Montreal Forum, 50 000 ludzi przybyło oddać mu hołd. Dla jego rodziny zorganizowano mecz charytatywny w listopadzie 1937 roku, gdzie zebrano 20 000 dolarów, a w którym to meczu Canadiens przegrali 5-6 z zespołem All-Star NHL.
W połowie lat 30. amerykański nacjonalista, właściciel Chicago Black Hawks Frederic McLaughlin, nakazał jako dyrektor generalny skomponować swój zespół tylko z amerykańskich graczy, w momencie gdy jedynym Amerykaninem grającym regularnie w lidze był Taffy Abel. Ostatecznie z ośmioma Amerykanami na czternastu graczy w składzie Black Hawks wygrali tylko 14 z 48 gier. W play-offach jednak pokonali Canadiens, New York Americans i Maple Leafs, by zostać jedynym zespołem w historii który wygrał Puchar Stanleya pomimo ujemnego bilansu sezonu zasadniczego. W Finałach 1942 Maple Leafs będący wielkim faworytem przegrywał już w serii 0-3 z piątymi po sezonie zasadniczym Detroit Red Wings. Toronto odbiło się od dna, zwyciężając pozostałe 4 spotkania i zostając pierwszą z czterech drużyn w historii które podniosły się po serii porażek 0-3.
Przed sezonem 1938/1939 klub Montreal Maroons upadł z powodu kłopotów finansowych, podobny los spotkał New York Americans przed sezonem 1942/1943. Liga została zredukowana do sześciu zespołów, rozpoczęła się era „Pierwotnej Szóstki”. Przez braki w kadrach poszczególnych drużyn liga była bliska zmniejszenia do pięciu zespołów przed następnym sezonem. Z powodu braku zawodników, którzy zostali wezwani na front II wojny światowej, drużyny zostały zmuszone do walki ze sobą o graczy. Z zaledwie piątką zawodników z zeszłorocznego składu dyrektor New York Rangers Lester Patrick zasugerował zawieszenie gry swojego zespołu na czas trwania wojny, ale wycofał się jednak ze swojej decyzji.

## 1942-67 Pierwotna szóstka

### Okres powojenny

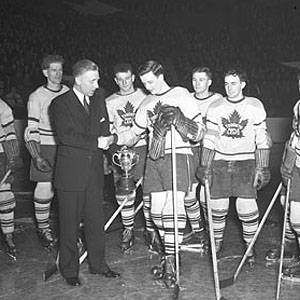
Red Dutton był komisarzem NHL w latach 1943–1946

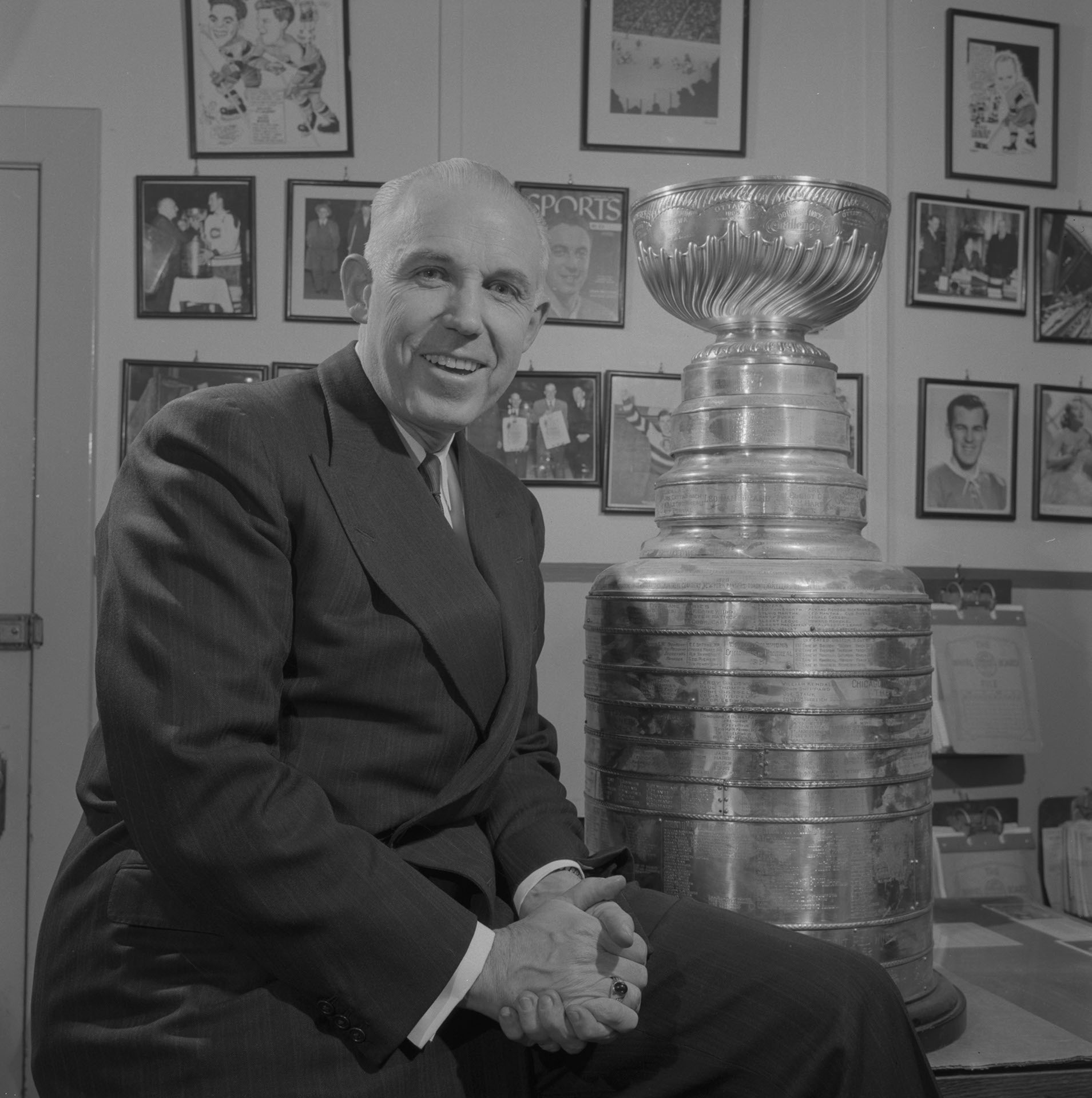
Clarence Campbell był trzecim komisarzem NHL od 1946 do odejścia na emeryturę w 1977 roku

W lutym 1943 roku prezydent ligi Frank Calder upadł podczas spotkania i umarł niedługo potem. Red Dutton zgodził się objąć fotel prezydenta po zapewnieniu ze strony ligi, że zespół z Brooklynu (Americans) dalej będzie brać udział w rozgrywkach po wojnie. Kiedy inni właściciele wycofali się z tej obietnicy w 1946 roku, Dutton zrezygnował z prezesury. Z rekomendacji Duttona nowym prezesem ligi został Clarence Campbell w 1946 roku. Pozostał na tym stanowisku do czasu odejścia na emeryturę w 1977 roku. Na jego pierwsze 21 lat prezesury przypada okres gry tylko sześciu drużyn w lidze (Boston, Chicago, Detroit, Montreal, Nowy Jork i Toronto) o Puchar Stanleya i okres ten jest nazywany „złotym wiekiem hokeja”. NHL tego czasu opisuje bardzo intensywna rywalizacja tych drużyn i innowacje w grze które sprawiły, że stała się bardziej atrakcyjna. Pierwszy oficjalny mecz All-Star odbył się w Maple Leaf Gardens w Toronto 13 października 1947 roku aby pozyskać pieniądze na nowo utworzony Fundusz Rentowy NHL. NHL All-Star pokonał Maple Leafs 4-3 i zdobyli 25 000 dolarów kanadyjskich na tenże fundusz.

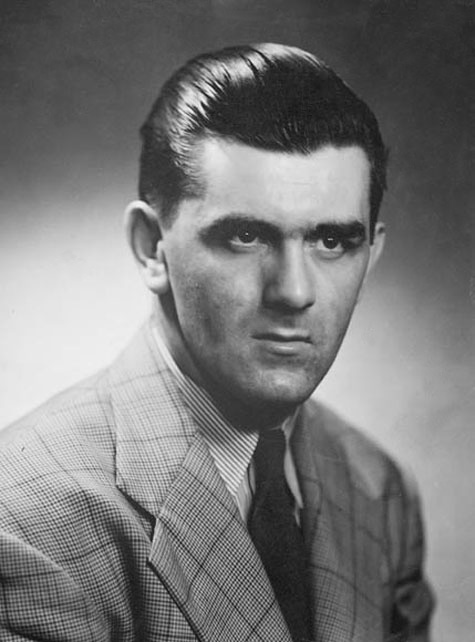
Maurice „Rocket” Richard, pierwszy zawodnik który strzelił 50 bramek w 50 meczach, zakończył karierę jako najlepszy strzelec NHL wszech czasów.

W 1940 roku Canadiens mieli w ataku „linię uderzeniową” składającą się z Elmera Lacha, Toe Blake’a i Maurice’a „Rocket” Richarda. W sezonie 1944/1945 Lach, Richard i Blake zajęli pierwsze trzy miejsca w klasyfikacji kanadyjskiej z odpowiednio 80, 73 i 67 punktami. Główną gwiazdą NHL tamtego okresu był Maurice Richard który zdobył 50 goli w 50 meczach, wyczyn którego nikt w historii ligi nie dokonał. Richard strzelił swojego 50. gola w Bostonie w 17. minucie 45. sekundzie trzeciej tercji finałowego meczu sezonu. 18 marca 1948 roku Larry Kwong „China Clipper” zostaje pierwszym nie-białym zawodnikiem w historii NHL. Zagrał w barwach Rangers przeciwko Canadiens w Montreal Forum. W marcu 1955 roku Richard został zawieszony do końca sezonu zasadniczego i play-offów, po tym jak otrzymał karę wykluczenia z gry za uderzenie kijem bostończyka Hala Laycoe a następnie uderzenie sędziego liniowego który próbował interweniować. Zawieszenie Richarda spowodowało falę gniewu fanów wobec prezydenta NHL Campbella który otrzymywał pogróżki aby nie pokazywał się na meczach w Montrealu. Pogróżki kierowali głównie francuskojęzyczni fani Montrealu oskarżając Campbella o uprzedzenie wobec francuskich Kanadyjczyków. Campbell był głuchy na ostrzeżenia i przybył na mecz 17 marca. Kibice, którzy uznali przybycie Campbella za prowokację, wygwizdali go oraz obrzucili jajkami i owocami. W trakcie meczu jeden z fanów rzucił w Campbella bombę z gazem łzawiącym, przez co wszyscy kibice, łącznie z Campbellem zostali ewakuowani. Fani opuścili budynek i zamieszki przeniosły się na miasto, zwane później jako „zamieszki Richarda” i l'affaire Richard. Richard stał się pierwszym zawodnikiem przekraczającym 500 zdobytych goli w karierze w dniu 19 października 1957 roku. Odszedł na emeryturę w 1960 roku jako ośmiokrotny zdobywca Pucharu Stanleya. Był też najlepszym strzelcem w historii zdobywając 544 bramki.
Jesienią 1951 roku właściciel Maple Leafs Conn Smythe obserwował kanały telewizyjne, starając się ustalić czy będzie to odpowiednie medium do nadawania hokeja na lodzie. Telewizja już wtedy miała wielu przeciwników aby puszczać tam NHL, między innymi w osobie Campbella. W 1952 roku, mimo iż tylko 10% Kanadyjczyków posiadała telewizor, kanał CBC (Canadian Broadcasting Corporation) rozpoczął nadawanie meczów NHL. Pierwsza transmisja odbyła się pierwszego listopada 1952 roku, pod nazwą „Hockey Night in Canada”, mecz komentował Foster Hewitt, a na tafli występowali Bruins i Maple Leafs w Maple Leaf Gardens. Transmisje wkrótce zaczęły być najchętniej oglądanymi programami w telewizji. Campbell obawiał się, iż transmisje sprawią, że liczba kibiców na meczach zmniejszy się, a Smythe myślał wręcz odwrotnie. CBS (Columbia Broadcasting System) rozpoczęła na próbę transmisje w Stanach w sezonie 1956/1957. Zdumieni popularnością audycji w następnym sezonie CBS transmitowało pakiet 21 spotkań. NHL na dobre zadomowiło się w telewizji. W 1949 roku liga zadecydowała, że powierzchnia lodu ma być pomalowana na biało, aby łatwiej było dostrzec krążek. W dniu 18 stycznia 1958 roku Willie O'Ree został pierwszym czarnoskórym hokeistą w NHL, zastępując kontuzjowanego gracza Bruins w meczu z Canadiens.
Pierwszym bramkarzem używającym maski w meczach NHL był Clint Benedict w sezonie 1930 aby chronić swój złamany nos. Szybko zrezygnował z maski gdyż jej projekt utrudniał mu widzenie akcji na tafli. 29 lat później, 1 listopada 1959 roku w meczu z New York Rangers bramkarz Jacques Plante zaczął bronić także w masce, od tej pory maski na stałe zadomowiły się w NHL. Pierwszy związek zawodowy zawodników został utworzony 12 lutego 1957 roku przez gracza Red Wings Teda Lindsaya, który był w radzie Funduszu Emerytalnego NHL od 1952 roku. Lindsay i jego koledzy zdenerwowali się kiedy odmówiono im wglądu do ksiąg Funduszu. Liga twierdziła, że nie może wypłacać zawodnikom wyższych uposażeń, ale zawodnicy z Komisji Emerytalnej twierdzili inaczej. Pomysł szybko zyskał na popularności i kiedy powstanie unii zostało ogłoszone niemal każdy zawodnik przystąpił do niej. Prowadzone przez Alana Eaglesona NHLPA (Stowarzyszenie graczy NHL) powstało w 1967 roku i szybko otrzymało akceptację właścicieli.

### Dynastie

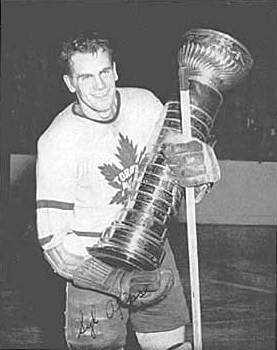
Syl Apps, z pucharem przed jego przeprojektowaniem, w latach czterdziestych

Epoka „Pierwotnej Szóstki” to okres dynastii. Toronto Maple Leafs zdobyli pięć razy Puchar Stanleya pomiędzy sezonami 1944/1945 a 1950/1951. W Finałach 1951 Maple Leafs pokonali Canadiens 4-1 jedyny raz w historii, gdzie wszystkie mecze zakończyły się dogrywką. Od sezonu 1948/1949 Red Wings wygrali siedem z rzędu sezonów zasadniczych, rekord do dziś niepobity. W tym też czasie Red Wings zdobyli 4 Puchary Stanleya. W ciągu trwania Finałów 1952 została stworzona Legenda Ośmiornicy. Bracia Pete i Jerry Cusimano przynieśli martwą ośmiornicę do hali Detroit Olympia w czwartym meczu finałów. Mieli nadzieję, że ośmiornica będzie inspirować Detroit do ósmego zwycięstwa w play-offach dającego Puchar Stanleya. Detroit pokonało Montreal 3:0 i w tej sposób narodziła się tradycja ośmiornicy. Red Wings potykali się z Canadiens w Finałach NHL w latach 1954-56. Detroit wygrało w dwóch pierwszych latach ale już w 1956 roku zwyciężyli Canadiens zakańczając okres jednej dynastii i rozpoczynając nową. Canadiens zwyciężało w latach 1956-1960, 5 razy z rzędu które do dziś są rekordem ligi. Epoka „Pierwotnej Szóstki” zakończyła się w 1967 roku finałem pomiędzy dwukrotnym zwycięzcą z rzędu Canadiens a Maple Leafs. Toronto zamknęło tę erę wygrywając tamten finał, był to ich czwarty Puchar Stanleya zdobyty pomiędzy 1962 a 1967 rokiem. Był to też ich ostatni Puchar zdobyty w całej historii aż do dziś. Jednym zespołem spoza tej trójki (Canadiens, Leafs, Red Wings) któremu udało się w tamtym okresie zdobyć Puchar był zespół Chicago Blackhawks w 1961 roku.

## 1967-1992 Czas ekspansji

### Lata rozszerzeń
W 1963 roku prezes Rangersów William Jennings zaproponował innym zarządcom poszerzenie ligi o amerykańskie wybrzeże zachodnie poprzez dodanie od sezonu 1964/1965 dwóch nowych zespołów. Chociaż prezesi nie zgodzili się na ten wniosek, temat ekspansji NHL wciąż powracał na nowo. W 1965 roku zdecydowano się podwoić liczbę zespołów w NHL, wprowadzając do niej 6 nowych zespołów. W lutym 1966 roku prezesi spotkali się i przyznali prawa do franczyzy dla Los Angeles, Minnesoty, Filadelfii, Pittsburgha, Oakland i St. Louis. Liga odrzuciła wnioski Baltimore, Buffalo i Vancouver. W Kanadzie zapanowało powszechne oburzenie na odrzucenie wniosku Vancouver, jednak ostatecznie 3 lata później franczyza z Vancouver, grająca wcześniej w WHL (Western Hockey League) została włączona do ligi wraz z Buffalo Sabres od sezonu 1970/1971.
W dniu 13 stycznia 1968 roku nowicjusz zespołu North Stars Bill Masterton został pierwszym i jak dotąd jedynym zawodnikiem który zmarł w wyniku obrażeń odniesionych w meczu NHL. Na początku meczu z Oakland Masterton został zaatakowany przez dwóch graczy powodując jego upadek do tyłu na głowę. Masterton został przewieziony do szpitala z ogromnymi obrażeniami głowy, gdzie 2 dni później zmarł. W dalszej części sezonu zostało utworzone trofeum Billa Mastertona przyznawane za grę fair play przez Związek Redaktorów NHL. Po śmierci Mastertona gracze coraz częściej zaczęli używać kasków, aż od sezonu 1979/1980 ich użycie stało się w lidze obowiązkiem.
W sezonie 1968/1969, w trzecim sezonie gry w NHL, obrońca Bobby Orr strzelił 21 goli, ustanawiając rekord bramek strzelonych przez obrońcę prowadząc go do zdobycia pierwszego z ośmiu z rzędu trofeów Norrisa dla najlepszego obrońcy ligi. W tym samym czasie kolega Orra z drużyny, Phil Esposito, stał się pierwszym graczem w historii ligi który przekroczył liczbę 100 punktów w sezonie, zdobywając ich aż 126. Utalentowany strzelec Orr zrewolucjonizował pojęcie obrońcy w hokeju, który od tej pory musiał zarówno dobrze grać w obronie, jak i dobrze strzelać z wysokości niebieskiej linii przeciwnej drużyny, z dystansu. Orr dwukrotnie zdobył trofeum Arta Rossa dla najlepszego strzelca NHL, jako jedyny obrońca w historii. Przewlekłe problemy Orra z kolanem męczyły go poprzez całą karierę. Orr grał w NHL przez 12 lat, aż do przejścia na emeryturę z powodu kontuzji w 1978 roku. Dorobek Orra to 270 goli i 915 punktów w 657 meczach, zdobył także trzykrotnie trofeum Harta dla MVP ligi.
Sezon 1970/1971 był 54. sezonem NHL. Dwa nowe zespoły, Buffalo Sabres i Vancouver Canucks zadebiutowały w Dywizji Wschodniej, natomiast Chicago Black Hawks zostali przeniesieni do Zachodniej Dywizji. Canadiens wygrali Puchar Stanleya pokonując Black Hawks w siedmiu meczach.
Lata 70. w NHL to czas ostrej i brutalnej gry. Najbardziej agresywną drużyną zwaną „Broad Street Bullies” stosującą ten sposób gry byli Philadelpia Flyers. Zawodnik Flyers Dave „Hammer” Schultz pobił w sezonie 1974/1975 rekord wszech czasów w minutach na ławce kar w całym sezonie – 472 minuty. Flyers wygrali w 1974 roku Puchar Stanleya jako pierwsza drużyna spośród nowych franczyz.

### WHA (World Hockey Association)

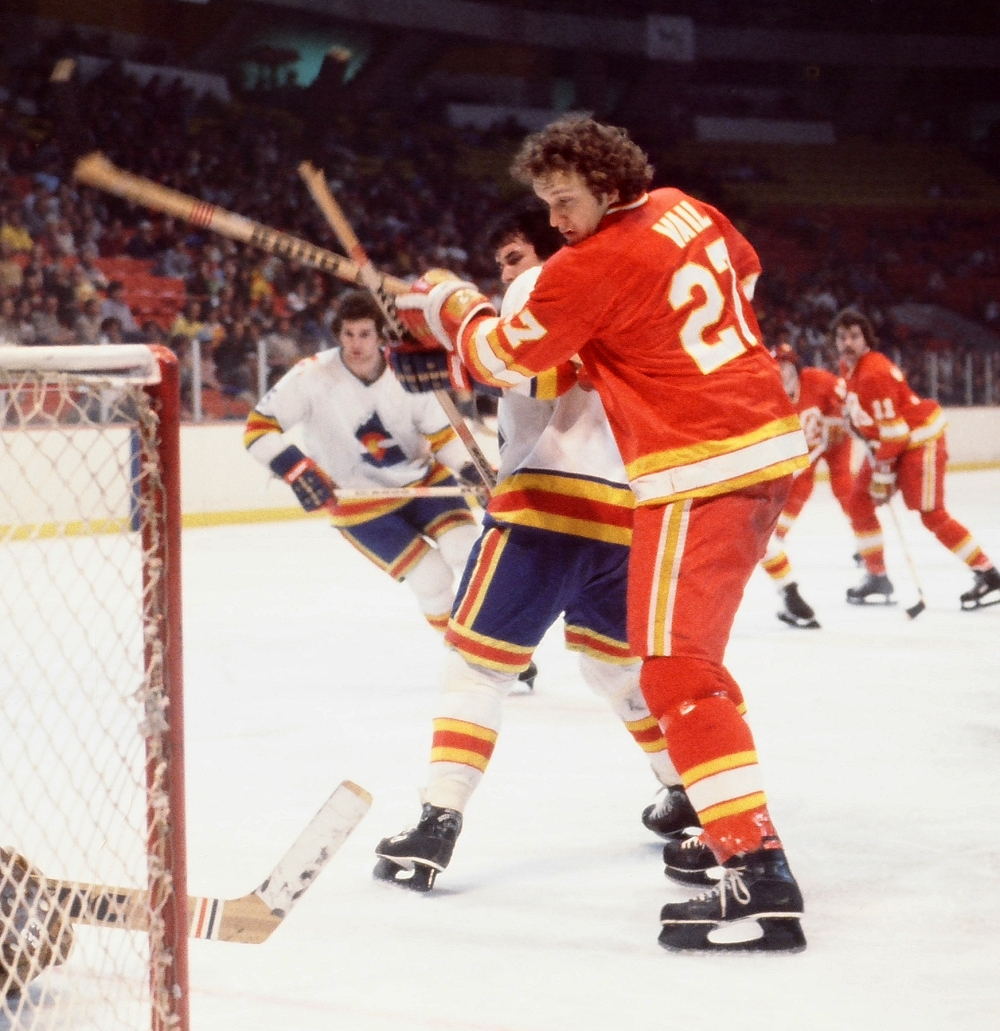
Mecz Colorado Rockies z Atlanta Flames w 1978. Te drużyny to teraz New Jersey Devils i Calgary Flames.

W roku 1972 w obliczu konkurencji ze strony nowo utworzonej ligi WHA wielu graczy przeniosło się z NHL do WHA. Najsłynniejszy był transfer Bobby’ego Hulla z Black Hawks do Winnipeg Jets, który podpisał kontrakt wart 2,75 mln dolarów. Jego przenosiny do WHA od razu uwiarygodniły tę ligę jako naprawdę mocną. Po podpisaniu kontraktu przez Hulla kilku innych graczy odeszło do WHA i rozpoczęła się walka o zawodników pomiędzy ligami. Do momentu rozpoczęcia sezonu 1972/1973 aż 67 zawodników NHL przeszło do WHA. Początkowo NHL nie planowało następnych poszerzeń, ale zagrożenie ligi ze strony WHA spowodowało zmianę planów. Liga natychmiast ogłosiła poszerzenie ligi od 1972 roku o dwie nowe drużyny – New York Islanders i Atlanta Flames. Po sezonie 1972/1973 NHL ogłosiła dalsze poszerzenie począwszy od sezonu 1974/1975, dodając do ligi Kansas City Scouts i Washington Capitals. W ciągu zaledwie ośmiu lat liga poszerzyła się aż trzykrotnie do 18 drużyn.
W 1976 roku obie ligi miały poważne problemy finansowe. Nawiązała się dyskusja o połączeniu NHL z WHA. W 1976 roku po raz pierwszy od 40 lat NHL zatwierdziła relokacje franczyz: Scouts przenieśli się po dwóch latach istnienia z Kansas City do Denver, stając się Colorado Rockies, a California Golden Seals stała się Cleveland Barons. Dwa lata później, po nieudanej próbie połączenia Barons z Capitals i Vancouver, w końcu połączyli się z Minnesotą North Stars co sprawiło, że liczba zespołów w lidze zmniejszyła się do 17 w sezonie 1978/1979.

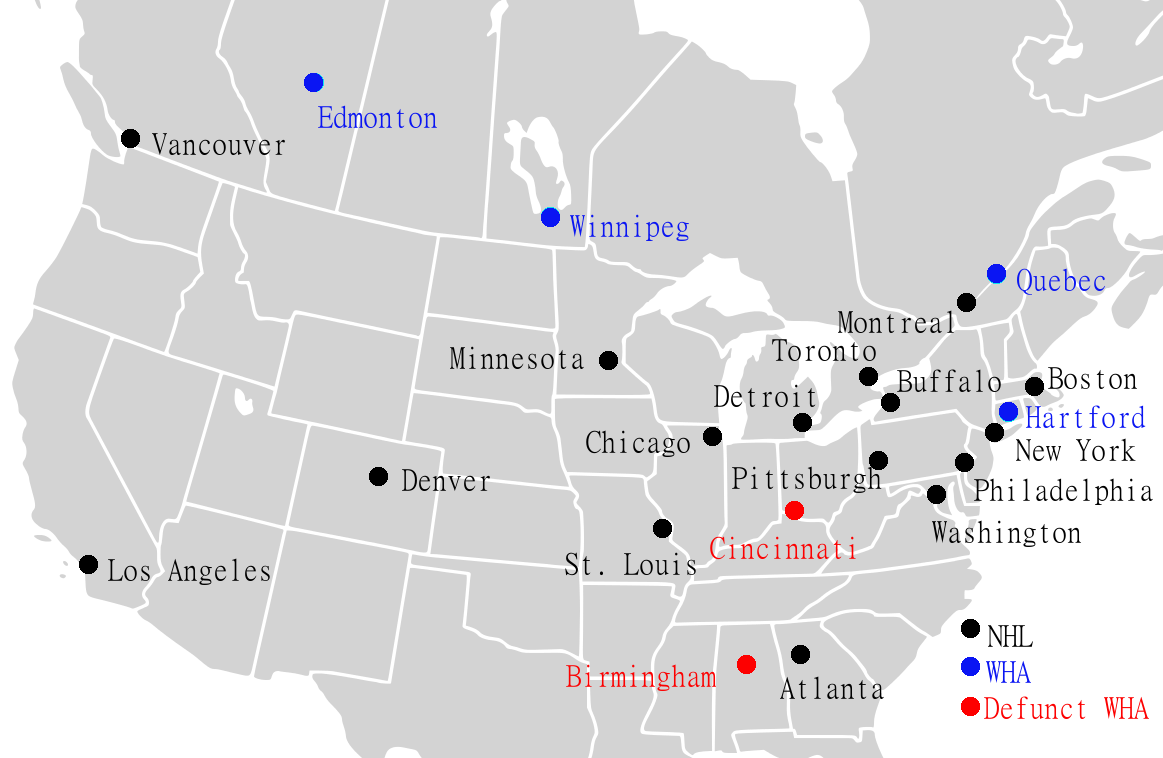
Miasta z klubami w NHL i WHA w czasie połączenia obu lig w 1979. 4 zespoły z WHA dołączyły do NHL, podczas gdy pozostałe do CHL

Próby połączenia NHL z WHA stały się faktem po przejęciu prezydentury NHL przez Johna Zieglera, następcy Clarence’a Campbella. WHA zakończyło działalność po sezonie 1978/1979, a zespoły Edmonton Oilers, Hartford Whalers, Quebec Nordiques i Winnipeg Jets dołączyły do NHL, sprawiając iż liga miała 21 zespołów i w takim formacie pozostała do 1991 roku. Połączenie skłoniło do powrotu na lód na ostatni sezon Gordiego Howe’a, w 1979/1980. Dzięki temu sezonowi Howe zakończył karierę zdobywając 801 bramek i 1850 punktów w NHL. Był to również ostatni sezon dla Atlanta Flames. Zespół miał średnią widownię na poziomie ok. 9800 osób na mecz i stracił ponad 2 mln dolarów. Zespół został sprzedany za 16 mln dolarów i przeniósł się na północ zostając Calgary Flames w sezonie 1980/1981. Dwa lata później sprzedano Colorado Rockies za 30 mln dolarów, przenosząc zespół do New Jersey w sezonie 1982/1983. Drużyna przyjęła nazwę New Jersey Devils.

### Nowe Dynastie

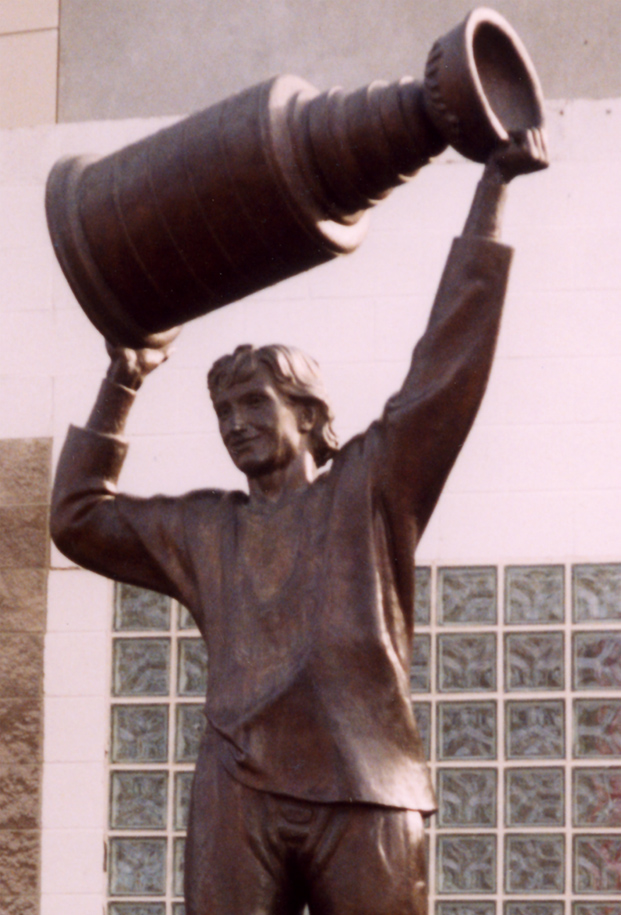
Pomnik Wayne’a Gretzky’ego podnoszącego Pucha Stanleya przed głównym wejściem hali Rexall Place w Edmonton.

Chociaż liga poszerzyła się z sześciu do dwudziestu jeden zespołów, dynastie nadal panowały w NHL. Canadiens wygrali 4 z rzędu Puchary Stanleya począwszy od sezonu 1975/1976. W 1980 roku New York Islanders wygrali pierwszy z czterech z rzędu Pucharów, zaraz po serii Canadiens. Wyspiarze dominowali zarówno w sezonach zasadniczych jak i play-off, mając w składzie gwiazdy takie jak: Billy Smith, Mike Bossy, Denis Potvin i Bryan Trottier. W 1981 roku Bossy został pierwszym zawodnikiem od czasów Maurice’a Richarda w 1945 roku, który strzelił 50 goli w 50 meczach.
W sezonie 1982/1983 mistrzostwo zdobyli Edmonton Oilers. Oilers do zwycięstwa poprowadził Wayne Gretzky, który był już w składzie kiedy ekipa z Edmonton przenosiła się do NHL w 1979 roku. Zdobył 137 punktów w sezonie 1979/1980 i zdobył pierwszy z dziewięciu trofeów Harta dla najlepszego gracza NHL. Przez następne sezony Gretzky ustanawiał nowe rekordy NHL: 92 gole w sezonie 1981/1982, 163 asysty w 1985/1986 i 215 punktów w sezonie 1985/1986. Gretzky ustanowił również rekord zdobycia 50 bramek tylko w 39 meczach. Islanders i Oilers spotkali się w finale NHL gdzie po raz ostatni Islanders zwyciężyli. W kolejnym sezonie ponownie spotkali się w finale. Oilers wygrali serię w pięciu meczach i rozpoczęli okres nowej dynastii.
Prowadzeni przez Gretzky’ego i Marka Messiera, Oilers zdobyli 5 Puchar Stanleya pomiędzy 1984 a 1990 rokiem. 9 sierpnia 1988 roku właściciel Oilers Peter Packlington mający problemy finansowe sprzedał Gretzky’ego do LA Kings. Przybycie Gretzky’ego do Kings spopularyzowało hokej w Stanach Zjednoczonych. W drużynie Kings Gretzky pobił rekord Gordie Howe’a w ilości punktów w karierze. Mario Lemieux doprowadził Pittsburgh do Pucharów Stanleya w sezonach 1990/1991 i 1991/1992. Był utalentowanym napastnikiem, zdobył sześć trofeów Arta Rossa dla króla strzelców ligi i zdobył 199 punktów w sezonie 1988/1989, co daje mu 2. miejsce w historii za Gretzkym. Kariera Lemieux to ciągłe pasmo kontuzji, oraz walka z nowotworem, chłoniakiem nieziarniczym, co spowodowało, że zakończył karierę w 1997 roku. W 2000 roku powrócił do gry w NHL i zakończył ostatecznie karierę w 2006 roku z ponad 1700 punktami na koncie.

### UpadekŻelaznej Kurtyny

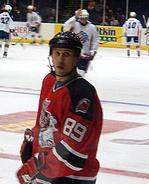
Alexander Mogilny, zdjęcie z 2006, był jednym z pierwszych Rosjan grających w NHL w 1989.

NHL po raz pierwszy brał udział w grach międzynarodowych w połowie lat 70., począwszy od serii „Summit” („Na Szczycie”) w 1972 roku, w której to najlepsi kanadyjscy gracze NHL potykali się z reprezentacją ZSRR. W serii 8 meczów po 3 zwycięstwach Kanady i remisie w ostatnim meczu Paul Henderson przejął krążek na 34 sekundy przed końcem ostatniego meczu i pokonał bramkarza ZSRR Władisława Tretjaka, dzięki czemu Kanada zwyciężyła serię.
Podczas gdy gracze europejskiego pochodzenia byli od początku istnienia częścią NHL, to wciąż rzadkie były przypadki zatrudniania Europejczyków aż do 1980 roku. Bardziej otwarta na Europejczyków była liga WHA. Börje Salming był pierwszą europejską gwiazdą NHL i Finowie Jari Kurri i Esa Tikkanen, którzy pomogli Oilers w zwycięstwach w latach 80. WHA otwarło drzwi, gracze powoli dołączali do NHL ale żelazna kurtyna dalej przeszkadzała w transferowaniu zawodników z Europy Wschodniej. W 1980 roku Peter Šťastný z żoną i bratem Antonem Šťastným potajemnie uciekli z Czechosłowacji z pomocą właściciela Quebec Nordiques Marcela Aubuta. Ucieczka Šťastnego była szeroko komentowana w gazetach i przyczyniła się do pierwszego napływu Europejczyków do NHL. Mając nadzieję, że pewnego dnia zawodnicy ze wschodu będą mogli grać w NHL, zespoły wybierały graczy radzieckich w draftach w latach 80., w sumie 27 z bloku wschodniego w drafcie 1988/1989, na razie jednak jedynym sposobem ich przedostania się do NHL była nielegalna ucieczka zza żelaznej kurtyny. Krótko przed końcem sezonu 1988/1989 dyrektor Flames Cliff Fletcher ogłosił, że osiągnął porozumienie z władzami sowieckimi, które pozwoliły Siergiejowi Prjachinowi grać w Ameryce. Po raz pierwszy gracz reprezentacji ZSRR mógł wyjechać z kraju. Niedługo potem radzieccy gracze zaczęli zalewać NHL. Drużyny przewidywały, że w latach 90. wielu zawodników trafi do NHL i w drafcie 1989 zostało wybranych 18 Sowietów.

## 1992 – Dziś. Era nowoczesna

### Ekspansja na południe (1992-2000)

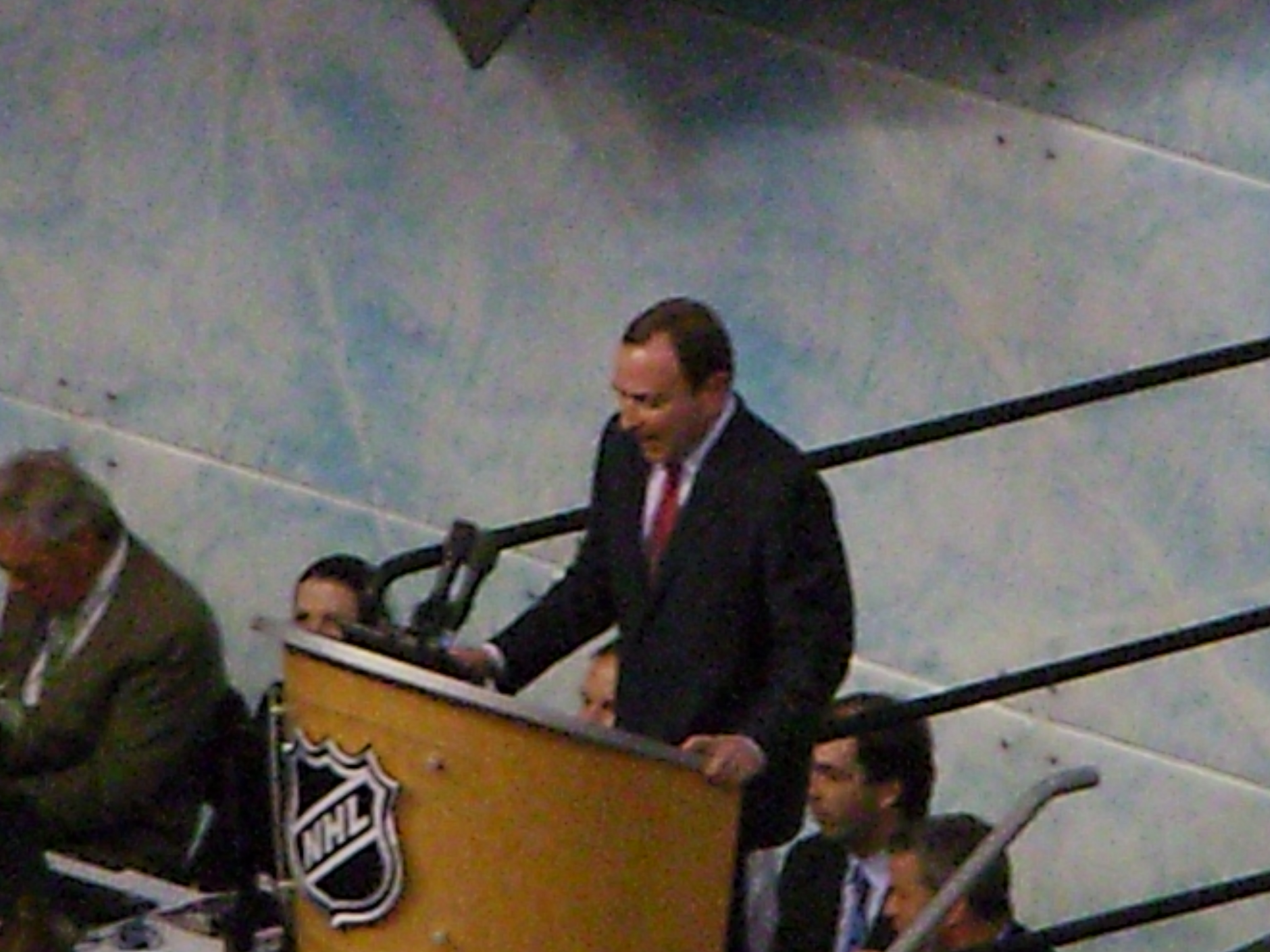
Gary Bettman, zdjęcie z 2008 roku, był pierwszym komisarzem NHL w 1993 roku.

Era 21-zespołowej ligi zakończyła się w 1990 roku, kiedy NHL ujawniło ambitne plany podwojenia przychodów w lidze od 400 mln dolarów w ciągu dekady i doprowadzić do rozszerzenia ligi do 28 drużyn. NHL szybko zapowiedziała 3 nowe zespoły: San Jose Sharks od sezonu 1991/1992 oraz Ottawa Senators i Tampa Bay Lightning na sezon później. Tampa zapisała się w annałach NHL kiedy to bramkarka Manon Rheaume zagrała w meczu towarzyskim 23 września 1992 czyniąc z niej pierwszą kobietę która zagrała w drużynie NHL. Rok później do ligi dołączyły Mighty Ducks of Anaheim i Florida Panthers, jako zespoły numer 25 i 26 w lidze. Dwie nowe franczyzy powstały w celu zwiększenia zainteresowania i zysków z południowych stanów USA oraz całej Ameryki. Parcie na południe kontynuowano poprzez przenosiny w 1993 roku zespołu Minnesota North Stars do Dallas, w stanie Teksas, gdzie drużyna zaczęła nazywać się Dallas Stars.
W 1994 roku po raz pierwszy w historii doszło do lokautu z powodu braku porozumienia finansowego pomiędzy właścicielami klubów a Unią zawodników. W sezonie 1994/1995 lokaut trwał 104 dni i spowodował skrócenie sezonu z 84 gier do 48. Właściciele nalegali na salary cap (ograniczenie wynagrodzeń), zmiany w prawie dotyczącym wolnych agentów i arbitrażu w nadziei na ograniczenie wzrostów pensji, Unia zaś proponowała luxury tax (podatek od luksusu) polegający na odprowadzaniu podatku na rzecz ligi z wysokich kontraktów zawodniczych. Kiedy wydawało się, że sezon będzie stracony podczas 11 godzin rozmów udało się osiągnąć konsensus. Właścicielom nie udało się przeforsować pełnego salary cap, ale wynik okrzyknięto jako ich zwycięstwo. Umowa nie wystarczyła aby uratować dwie drużyny z najsłabszymi finansami z Kanady. Różnica przychodów pomiędzy dużymi i małymi klubami, pogorszona jeszcze słabą kondycją dolara kanadyjskiego zmusiła Quebec Nordiques do przenosin do Denver, aby stać się Colorado Avalanche w 1995 roku. Natomiast w następnym roku Winnipeg Jets przenieśli się do Phoenix, w stanie Arizona, stając się Phoenix Coyotes. W kolejnym roku, 1997, Hartford Whalers stali się Carolina Hurricanes. NHL kontynuowało swoją ekspansje na południowe Stany. W 1998 roku do ligi dołącza Nashville Predators, a następnego roku Atlanta Thrashers. W celu dalszej ekspansji na nowe ryki NHL zdecydowała się aby jej gracze wystąpili po raz pierwszy w historii, na Zimowych Igrzyskach Olimpijskich w Nagano w 1998 roku. W 2000 roku do ligi dołączyły dwie nowe drużyny, powiększając tym samym liczebność ligi do 30 drużyn. NHL powróciło do Minnesoty, tworząc zespół Minnesota Wild, oraz dodając Columbus Blue Jackets, z Ohio.

### Lokaut 2004/2005
W 2004 roku właściciele klubów twierdzili, że pensje graczy wzrosły znacznie szybciej niż przychody klubów, a liga jako całość straciła ponad 300 mln dolarów w sezonie 2002/2003. W rezultacie 15 września 2004 Gary Bettman, prezydent NHL, ogłosił, że właściciele ponownie zablokowali sezon 2004/2005. 16 lutego 2005 roku Bettman zapowiedział odwołanie całego sezonu. Po raz kolejny właściciele obstawali przy rygosrystycznym ograniczeniu płac, której zawodnicy nie chcieli brać pod uwagę. Odwołanie sezonu doprowadziło do konfliktów wewnątrz unii NHLPA. Prezydent NHLPA Trevor Linden i dyrektor Ted Saskin przejęli negocjacje od dyrektora wykonawczego Boba Goodenowa. Na początku lipca obie strony doszły do porozumienia. Umowa zaprowadziła rygorystyczne ograniczenie płac, związane z przychodami ligi, z czego 24 procent miało być przeznaczone na wynagrodzenia.